# SpaceX CRS-15
SpaceX CRS-15 è stata una missione spaziale privata di rifornimento per la Stazione spaziale internazionale, programmata da SpaceX per la NASA, nell'ambito del prolungamento del programma Commercial Resupply Services, e decollata il 29 giugno 2018.
Il vettore utilizzato è stato un Falcon 9 Full Thrust, il quale ha portato in orbita il veicolo cargo Dragon, costituito in questo caso dalla capsula Dragon C111.
La CRS-15 è stata la terza missione facente parte del prolungamento del contratto Commercial Resupply Services, inerente al rifornimento della Stazione spaziale internazionale, che prevedeva inizialmente una serie di dodici missioni commissionate alla SpaceX dalla NASA e che con questo prolungamento era stato portato a comprendere diciassette missioni.

## Lancio e svolgimento della missione

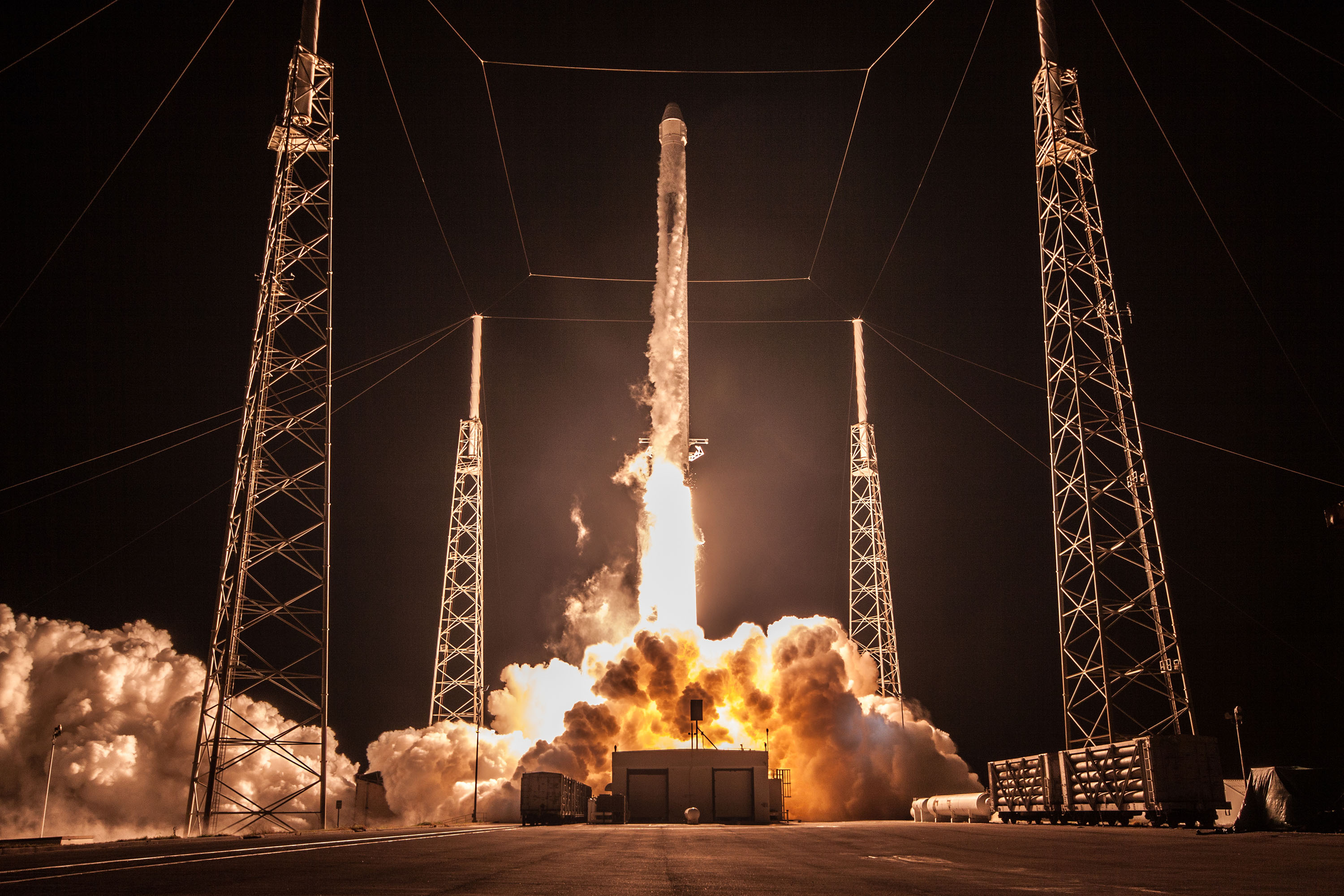
Il lancio della missione SpaceX CRS-15.

Dopo essere stata originariamente programmata per l'aprile 2018, la missione è stata più volte rimandata, dapprima al 6 giugno, quindi al 9, al 28 e infine al 29 dello stesso mese.
Il 29 giugno alle 9:42 UTC la missione è decollata a bordo di un Falcon 9 Full Thrust dal Complesso di lancio 40 della base aerea di Cape Canaveral.
Il 2 luglio 2018 la navetta Dragon C111 ha raggiunto la ISS ed ha iniziato a condurre una serie di manovre per regolare la propria velocità, altitudine e orientazione con quella della stazione spaziale. Dopo aver raggiunto il punto di cattura, alle 10:54 UTC il veicolo è stato preso dal Canadarm2 e infine, alle 13:50 UTC, è stato effettuato il berthing al modulo Harmony.
Il modulo Dragon della missione è rimasto agganciato alla ISS per 31 giorni. L'unberthing è avvenuto nelle prime ore del mattino del 3 agosto 2018 e il veicolo è stato liberato dal Canadarm2 alle 16:38 UTC. Dopo una serie di manovre atte ad allontanarlo dalla stazione spaziale, il Dragon ha effettuato un'accensione di pochi minuti in previsione del suo rientro in atmosfera. Subito dopo, il veicolo si è disfatto del contenitore adibito al carico e si è orientato in modo consono al rientro. Infine, alle 22:17 UTC, dopo circa cinque ore dal distacco, il veicolo è ammarato nell'oceano Pacifico ed è stato quindi recuperato e condotto nel porto di Los Angeles.

## Carico
La missione CRS-15 ha portato in orbita un carico totale di 2697 kg di materiale. Questo includeva 1712 kg di materiale pressurizzato destinato all'interno della Stazione Spaziale Internazionale e 985 kg di carico non pressurizzato costituito dall'ECOSTRESS, uno strumento atto a misurare la temperatura delle piante, un'informazione utile per meglio capire quanta acqua le piante necessitino e come esse rispondano allo stress come quello dovuto al cambiamento climatico, e da un Latching End Effector per il braccio robotico Canadarm2, ossia un organo terminale che è in grado di agganciarsi come una morsa a particolari punti di attracco.
Tra gli esperimenti da svolgere all'interno della ISS e trasportati sulla stazione spaziale dalla missione si può citare l'Angiex Cancer Therapy, legato alle ricerche sul cancro. In questo caso, lo scopo è quello di studiare gli effetti della microgravità sullo sviluppo delle cellule endoteliali per capire se esse possano rappresentare un valido modello in vitro per testare alcuni effetti sui vasi sanguigni.
In particolare il carico era così composto:
- Esperimenti scientifici: 1223 kg
- Rifornimenti per l'equipaggio: 205 kg
- Hardware per la stazione spaziale: 178 kg
- Equipaggiamenti per le attività extraveicolari: 63 kg
- Risorse informatiche: 21 kg
- Hardware russo: 12 kg
- Carico destinato all'esterno della ISS: 985 kg
  - ECOsystem Spaceborne Thermal Radiometer Experiment on Space Station (ECOSTRESS): 550 kg
  - Latching End Effector: 435 kg